# Asmodeus

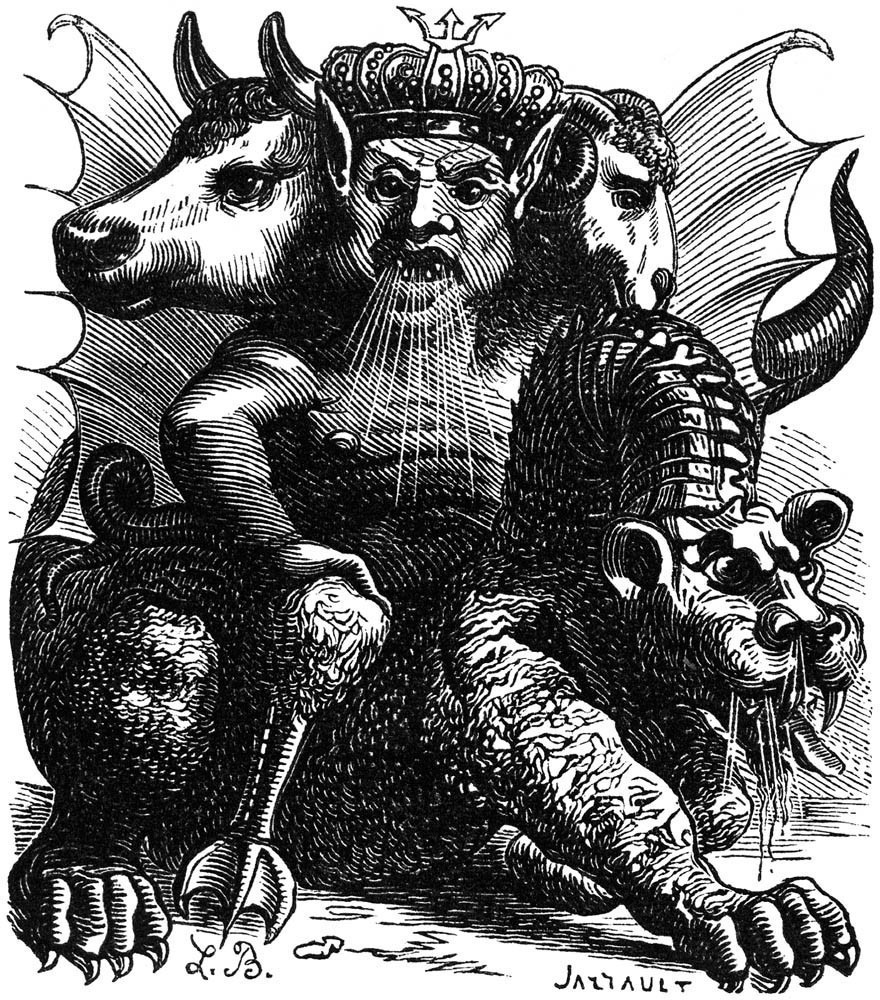

Asmodeus (em grego: Ασμοδαῖος) é um personagem da segunda parte do Livro de Tobias, descrito como um demônio cujo papel é atrapalhar a consumação do casamento da personagem Sarah, filha de Raguel.
O Livro de Tobias é uma novela escrita com o objetivo de incentivar os judeus a manter suas tradições, fazendo parte do Antigo Testamento da Bíblia Católica, mas não da tradição judaica. Na segunda parta da história, o protagonista Tobias viaja a Ecbátana em companhia do anjo Rafael, onde encontra Sarah. O demônio Asmodeus havia matado sete noivos de Sarah. Apaixonado por ela, Tobias mata o demônio com a ajuda do anjo e se casa com ela.
A figura de Asmodeus está ligada ao avéstico Aesma, o demônio da ira do Zoroastrismo, que personifica as principais forças negativas da religião persa.
Asmodeus é descrito como tendo três cabeças, ovelha, touro e homem, mas existe também versões onde são, ovelha, humano e leão.